# Diane Cummins
Pour les articles homonymes, voir Cummins (homonymie).
Diane S. Cummins , née le 19 janvier 1974 à Pinetown, en Afrique du Sud, est une athlète canadienne, spécialiste du 800 mètres. 

## Biographie
Cinquième des Championnats du monde 2001 d'Edmonton, et sixième de l'édition suivante, à Paris, Diane Cummins remporte trois médailles lors des Jeux du Commonwealth : le bronze sur 4 x 400 m en 1998, l'argent sur 800 m en 2002, et le bronze sur 800 m en 2010. Elle remporte en 2007 le titre des Jeux panaméricains, à Rio de Janeiro, dans le temps de 1 min 59 s 75.
Son record personnel sur 800 m de 1 min 58 s 39, établi le 1er septembre 2001 à Rieti, constitue l'actuel record du Canada.

### Palmarès
| Date | Compétition           | Lieu           | Résultat | Épreuve   |
| ---- | --------------------- | -------------- | -------- | --------- |
| 1998 | Jeux du Commonwealth  | Kuala Lumpur   | 3e       | 4 x 400 m |
| 1999 | Jeux panaméricains    | Winnipeg       | 5e       | 800 m     |
| 2001 | Championnats du monde | Edmonton       | 5e       | 800 m     |
| 2002 | Jeux du Commonwealth  | Manchester     | 2e       | 800 m     |
| 2003 | Championnats du monde | Paris          | 6e       | 800 m     |
| 2006 | Jeux du Commonwealth  | Melbourne      | 5e       | 800 m     |
| 2007 | Jeux panaméricains    | Rio de Janeiro | 1re      | 800 m     |
| 2010 | Jeux du Commonwealth  | New Delhi      | 3e       | 800 m     |

### Records
| Épreuve | Épreuve   | Performance   | Lieu      | Date               |
| ------- | --------- | ------------- | --------- | ------------------ |
| 800 m   | Plein air | 1 min 58 s 39 | Rieti     | 1er septembre 2001 |
| 800 m   | Salle     | 2 min 00 s 66 | Karlsruhe | 28 février 2003    |